# Pugili
Pugili è un film del 1995 diretto da Lino Capolicchio composto da quattro episodi ambientati nel mondo della boxe.

## Trama
Il film è composto da quattro episodi raffiguranti diversi aspetti del mondo del pugilato.

### Primo episodio
Ciro e Raffaele sono due giovani pugili dilettanti legati da una forte amicizia. Mentre si stanno allenando in una palestra di Pozzuoli viene data loro l'occasione di entrare nella boxe professionale.

### Secondo episodio
La vita di un ragazzo di Marcianise, che racconta il suo esordio nel pugilato, solo e con molti problemi di tipo economico.

### Terzo episodio
La boxe come palestra di vita. Tiberio Mitri ed un ritratto dell'Italia degli anni cinquanta.

### Quarto episodio
L'episodio è incentrato sulla vita e le esperienze di Tiberio Mitri, gloria del pugilato italiano negli anni cinquanta.

## Riconoscimenti
- 1995 - Torino Film Festival
  - Premio FIPRESCI